# Game Link Cable

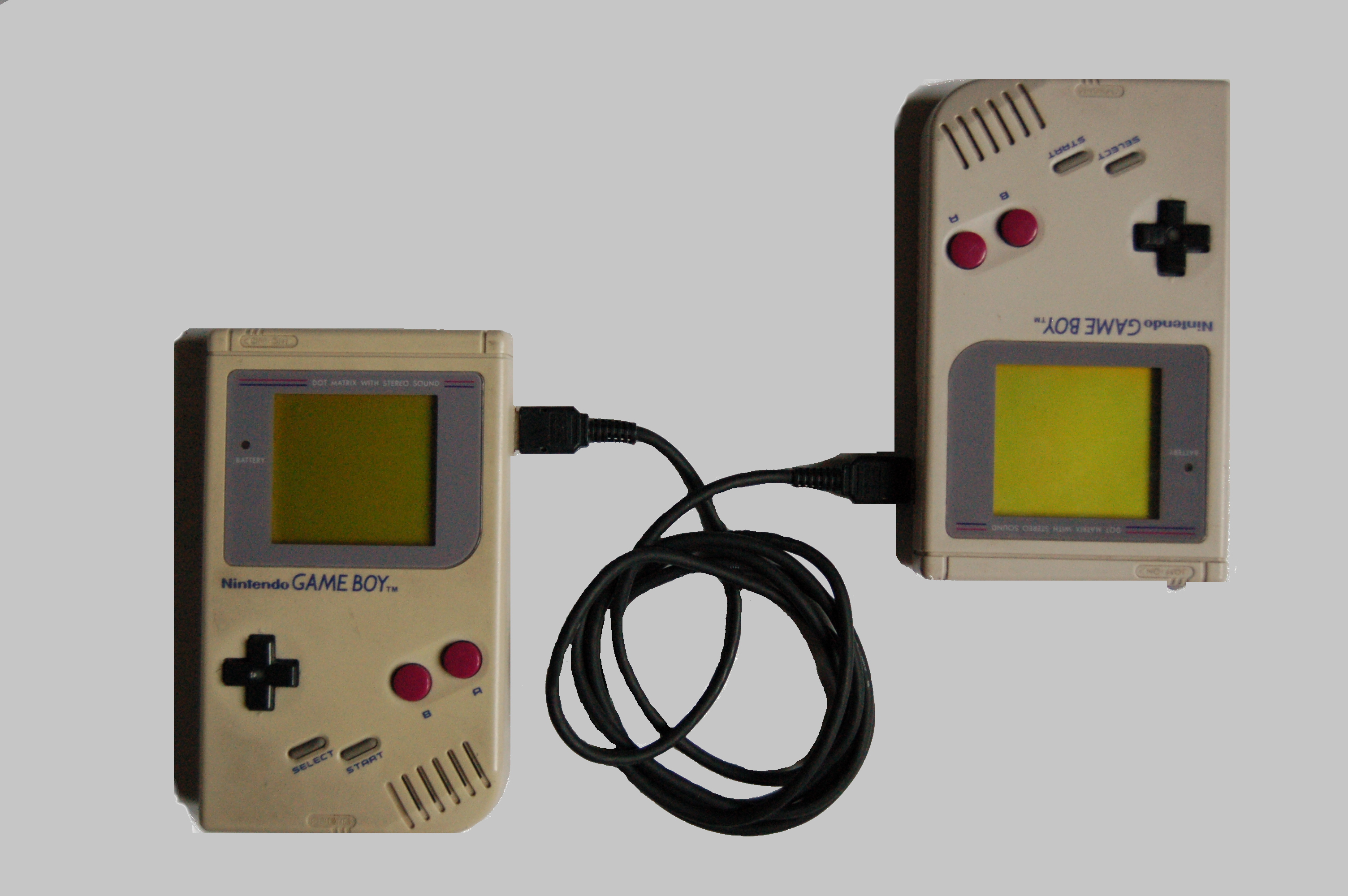
Дві портативні консолі «Game Boy», що підключені за допомогою «Game Link Cable» (модель DMG-04).

Game Link Cable — аксесуар від «Nintendo» для усіх типів портативних консолей «Game Boy», що дозволяє гравцям підключатися для багатокористувацьких ігор. Залежно від відеоігор, кабель може використовуватися для з'єднання як двох однакових ігор (наприклад «Tetris»), так і двох сумісних (наприклад «Pokémon Red» і «Blue». Аксесуар між гравцями застосовується для поєдинків, спільної гри, торгівлі, і навіть для розблокування прихованих тощо. З ним сумісні понад 200 відеоігор.